# Магія поверненого має бути особливою
«Магія поверненого має бути особливою» (кор. 귀환자의 마법은 특별해야 합니다, трансліт. Gwihwanjaui Mabeob-eun Teugbyeolhaeya Habnida, яп. 帰還者の魔法は特別です, латиніз.: Kikansha no Mahō wa Tokubetsu Desu) — південнокорейська вебновела, яку написав Usonan. Виходила на цифровій платформі для коміксів та творів Kakao, KakaoPage з вересня 2016 року по серпень 2019. Вебтун-адаптація вперше вийшла на KakaoPage у травні 2018 року, над ілюстраціями до якої працює Wookjakga. Адаптація у аніме-телесеріал від студії Arvo Animation виходила з жовтня по грудень 2023 року. Було анонсовано другий сезон.

## Персонажі
Дезір Арман (яп. デジール・アルマン, Гепберн: Dejīru Aruman, кор. 데지르 아르망)
Сейю: Терашіма Такума
Маг, що повернувся у минуле, після того, як зазнав поразки від Тіньового Лабіринту. Був одним із шести тих, хто пережив Тіньовий Лабіринт та переміг Бороміра Наполітана, але помер через вибух серця Наполітана, що знищив світ. Він зберіг пам'ять про попереднє життя та прагне використати його, аби змінити майбутнє.
Романтіка Еру (яп. ロマンティカ・エル, Гепберн: Romantika Eru, кор. 로맨티카 에루)
Сейю: Судзушіро Саюмі
Чаклунка вітру, одна з членів групи Дезіра. Попри дворянський статус та магічний потенціал, опинилась у класі Бета, тому що титул її сім'ї насправді куплений. У минулому житті Дезіра Армана, вона померла у боях.
Прам Шнайзер (яп. プラム・シュナイザー, Гепберн: Puramu Shunaizā, кор. 프람 슈나이저)
Сейю: Фуджівара Нацумі
Мечник, один з членів групи Дезіра. Син батька-дворянина, якого він ніколи не бачив, та матері-простолюдинки, що виховувала його до самої своєї смерті. Дуже вправно б'ється рапірою, однак не хотів її використовувати через складні почуття до батька, допоки Дезір не переконав його взяти її знову. У минулому житті Дезіра Армана, помер у боях.
Аджест Кінґскраун (яп. アゼスト・キングスクラウン, Гепберн: Azesuto Kingusukuraun, кор. 아제스트 킹스크라운)
Сейю: Сето Асамі
Наступниця престолу, найкраща учениця академії. Взяла ім'я дворянського роду Кінґскраун, аби приховати свою особистість. У минулому житті були серед тих шести, що здолали Наполітана.

## Медіа

### Новела
Новела, яку написав Usonan, виходила на платформі KakaoPage з 2 вересня 2016 року по 3 серпня 2019 року. Її було зібрано у 8 томів.

#### Томи
| № | Дата виходу (Корейською) | ISBN (Корейською)      |
| - | ------------------------ | ---------------------- |
| 1 | 30 червня 2017           | ISBN 979-1-16-145022-3 |
| 2 | 1 липня 2017             | ISBN 979-1-16-145023-0 |
| 3 | 1 жовтня 2017            | ISBN 979-1-16-145041-4 |
| 4 | 1 лютого 2018            | ISBN 979-1-16-145058-2 |
| 5 | 1 травня 2018            | ISBN 979-1-16-145085-8 |
| 6 | 1 серпня 2018            | ISBN 979-1-16-145122-0 |
| 7 | 1 лютого 2019            | ISBN 979-1-16-145203-6 |
| 8 | 27 листопада 2019        | ISBN 979-1-16-145289-0 |

### Манхва
Манхва-адаптація, автором ілюстрацій до якої є Wookjakga, почала виходити на KakaoPage 19 травня 2018 року. Станом на грудень 2023 року, D&C Media випустили 5 томів.
В Україні, манхву видало видавництво Mimir Media. Усього в продажі є два томи.
У Японії, манхва видається компанією Piccoma в інтернеті та компанією Kadokawa Shoten друком. Tappytoon видає англійський переклад манхви в інтернеті. У жовтні 2021 року, Yen Press заявили, що отримали ліцензію на друковане англомовне видання.

#### Томи
| № | Корейською     | Корейською             | Українською | Українською            |
| № | Дата виходу    | ISBN                   | Дата виходу | ISBN                   |
| - | -------------- | ---------------------- | ----------- | ---------------------- |
| 1 | 11 січня 2021  | ISBN 979-1-19-730383-8 | 2021        | ISBN 978-617-7984-05-3 |
| 2 | 9 липня 2021   | ISBN 979-1-19-136394-4 | 2023        | ISBN 978-617-7984-28-2 |
| 3 | 10 лютого 2023 | ISBN 979-1-16-777062-2 | —           | —                      |
| 4 | 22 травня 2023 | ISBN 979-1-16-777088-2 | —           | —                      |
| 5 | 28 грудня 2023 | ISBN 979-1-19-354960-5 | —           | —                      |

### Аніме
Аніме-адаптацію у форматі телесеріалу вперше анонсували Aniplex на заході AnimeJapan 25 березня 2023 року. Над адаптацією працювала студія Arvo Animation, режисером був Каваґучі Тайші, сценаристом — Коно Такаміцу, дизайнером персонажів — Като Хіромі, композитором — Хіґашіоджі Кента. Серіал виходив з 8 жовтня по 24 грудня 2023 року по Tokyo MX та інших мережах. Вступна тема серіалу — «Get Back» від Flow, а завершальна — "6 o Naderu" (яп. 6を撫でる, "Викинь 6") від Momosu Momosu. Crunchyroll отримав ліцензію на випуск серіалу поза межами Азії. Muse Communication отримали ліцензію на серіал у Південно-Східній Азії.
Незабаром після виходу останньої серії першого сезону, був анонсований другий сезон.
 